# فرانسيسكو كوسينزا
فرانسيسكو كوسينزا (بالإيطالية: Francesco Cosenza) (5 فبراير 1986 بلوكري في إيطاليا - ) هو لاعب كرة قدم إيطالي في مركز الدفاع. لعب مع نادي أفيلينو ونادي أنكونا ونادي برو فيرتشيلي ونادي رافينا ونادي ريجينا ونادي ليتشي ونادي نوفارا وAS Melfi ‏ ونادي تارانتو 1927 ونادي غروسيتو.